# Voyages pittoresques et romantiques dans l'ancienne France

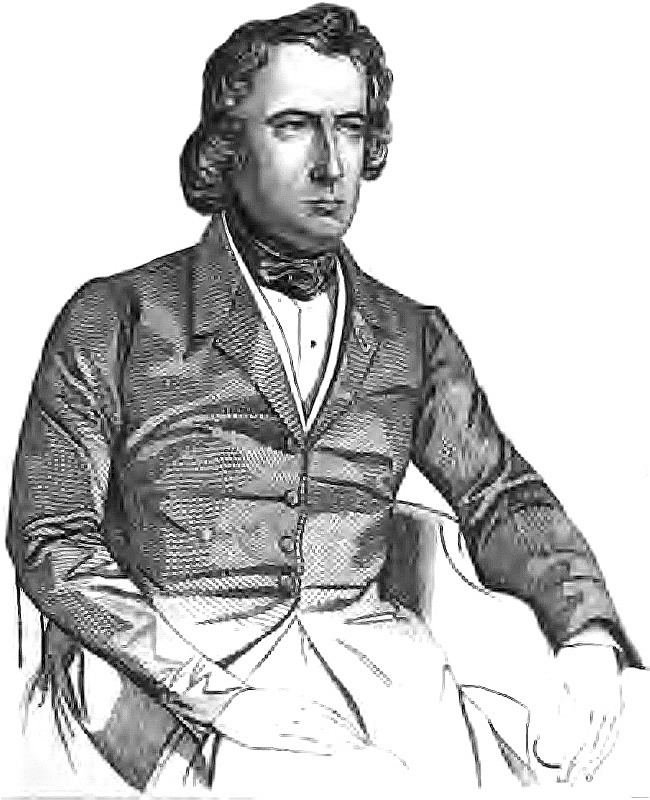
Le baron Taylor

Voyages pittoresques et romantiques dans l'ancienne France est un ouvrage monumental publié sous la direction d'Isidore Taylor, dit le baron Taylor, avec de nombreux collaborateurs écrivains parmi lesquels Charles Nodier et Alphonse de Cailleux, et de nombreux dessinateurs, graveurs et lithographes, dont la publication s'est étalée de 1820 à 1878, qui constitue le premier recueil du patrimoine français.

## L'ouvrage
L'ensemble comprend 24 volumes grand format in-folio, répartis par régions (en fait, 23 volumes, plus un index). Ils comportent une partie de texte, entouré d'encadrements et de vignettes, et des séries de planches, imprimées en lithographie. L'éditeur, qui jouait aussi le rôle de banquier, en est Casimir Gide pour six provinces, puis A.F. Lemaître à partir de 1854. L'imprimeur est Firmin Didot.
- 1820, Ancienne Normandie (1) (lire en ligne)
- 1825, Ancienne Normandie (2) (lire en ligne)
- 1825, Franche-Comté (1) (lire en ligne)
- 1829 Auvergne (1re partie)
- 1833, Auvergne (2e partie)
- 1833, Languedoc (1) : (Haute-Garonne, Tarn, Tarn-et-Garonne, Lot, Aveyron, Aude, Pyrénées-Orientales, Ariège, Hautes-Pyrénées, Gard, Ardèche) (Atlas 1)
- 1834, Languedoc (2) (Atlas 2)
- 1835, Languedoc (3) (Atlas 3) (Carcassonne, Castelnaudary, Narbonne, le Roussillon,  Alet-les-Bains, Mirepoix, Pamiers, Foix, Muret, Valcabrère, Saint-Bertrand-de-Comminges, les Pyrénées.)
- 1835, Picardie (1) (Texte)
- 1837, Languedoc (4) (Atlas 4)
- 1840, Picardie (2) (Atlas 1)
- 1845, Picardie (3) (Atlas 2)
- 1845, Bretagne (1) (lire en ligne)
- 1846, Bretagne (2) (lire en ligne)
- 1854, Dauphiné (2 vol.) (Atlas), (Atlas)
- 1857, Champagne (4 vol.) (Texte), (Atlas 1), (Atlas 2), (Atlas 3)
- 1863, Bourgogne (2 vol.) (lire en ligne)
- 1878, Ancienne Normandie (3) (lire en ligne)

## Collaborateurs

### Écrivains
- Isidore Justin Taylor (1789-1879)
- Charles Nodier (1780-1844)
- Alphonse de Cailleux (1788-1876)

### Illustrateurs
Les très nombreuses illustrations sont l'ouvrage d'une quantité d'artistes, certains renommés, d'autres moins, travaillant en quatre catégories:
1. les dessinateurs d'après nature,
2. les dessinateurs de plans d'architecture,
3. les illustrateurs d'imagination, d'après le texte,
4. les lithographes, exécutant, d'après les dessins des premiers, des copies au crayon lithographique sur la pierre. Ces dessins doivent être renversés droite-gauche pour s'imprimer dans le bon sens sur le papier. Dans certains cas, un artiste dessine les paysages, un autre les figures.

Certains artistes ont reporté eux-mêmes leurs dessins sur la pierre. Certains ont présenté leur travail lithographique au Salon. Les Voyages pittoresques remercient en fin de volume, anonymement, les souscripteurs de l'entreprise, et nominalement les artistes « dont les productions ont fait son succès et sa gloire ».
Du point de vue du style, les illustrations se répartissent en vues de monuments et de sculptures, et en paysages urbains ou ruraux ; les premiers volumes contiennent aussi des illustrations d'histoires populaires et du folklore des régions françaises, que la période romantique fait émerger.
- Victor Adam (1801-1866)
- Jean Alaux (1786-1864)

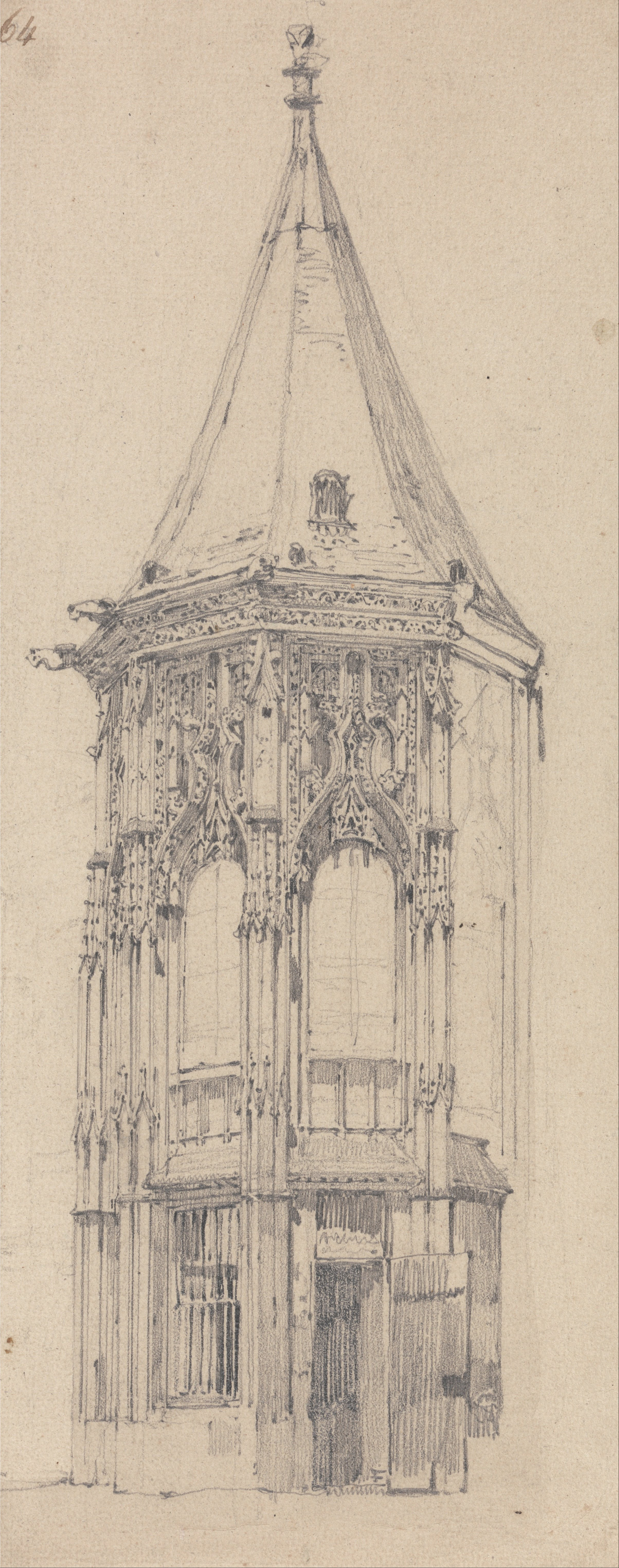
Le Palais de Justice de Rouen, par Richard Parkes Bonington, Normandie

- Jean-Paul Alaux dit Gentil (1788-1858)
- Louis Marie Baptiste Atthalin (1784-1856)
- Alphonse Bichebois (1801-1851)
- Pharamond Blanchard (1805-1873)
- Ignace-François Bonhommé (1809-1881)
- Richard Parkes Bonington (1802-1828)
- Charles Marie Bouton (1781-1853)
- Paul Chenavard (1808-1895)
- Nicolas Chapuy (1790-1858)
- Nicolas-Toussaint Charlet (1792-1845)
- Eugène Cicéri (1813-1890)
- Louis Courtin (1769-1850)
- Louis Daguerre (1787-1851)
- Jules David (1848-1923)
- Adrien Dauzats (1804-1868)
- Isidore Laurent Deroy (1779-1886)
- Achille Devéria (1800-1857)
- Marie-Alexandre Duparc (1753-1827)
- Alexandre-Évariste Fragonard (1780-1850)
- Théodore Géricault (1791-1824)
- Nicolas Gosse (1787-1878)
- Julien-Michel Gué (1789-1843)
- Édouard Hostein (1804-1889)
- Jean-Auguste-Dominique Ingres (1780-1867)
- Eugène Isabey (1803-1886)
- Alexis-Victor Joly (1798-1870)
- Hippolyte Lecomte (1781-1857)
- Auguste Mayer (1805-1890)
- Pierre Justin Ouvrié (1806-1879)
- Victor Petit (1817-1871)
- François Édouard Picot (1786-1868)
- Jacques Auguste Regnier (1787-1860)
- Charles-Caïus Renoux (1795-1846)
- Tavernier de Jonquières (1742-?)
- Isidore Taylor (1789-1879)
- Henri Édouard Truchot (1798-1822)
- Carle Vernet (1758-1836)
- Horace Vernet (1789-1863)
- Pierre-Roch Vigneron (1789-1872)
- Eugène Viollet-le-Duc (1814-1879)
- Louis Étienne Watelet (1780-1866)

et 
- Jean-Baptiste Arnoult (1788-1873)
- Adolphe-Jean-Baptiste Bayot
- Bulton
- Paul Dumouza (1812-?)
- François-Joseph Dupressoir (1800-1859)
- Théophile Fragonard (1806-1876)
- Jean Jacottet
- Jules Alexandre Monthelier
- Léon Jean-Baptiste Sabatier
- Jean-Louis Tirpenne
- Villemin
- Louis Jules Frédéric Villeneuve
- Édouard Wattier

et autres.

### Imprimeurs lithographes
L'impression lithographique d'art était exécutée par des entreprises spécialisées, qui faisaient aussi généralement l'office d'intermédiaire pour le recrutement des artistes. Godefroy Engelmann, dessinateur lui-même, éditeur de plusieurs autres Voyages pittoresques dans divers pays, commença la publication ; après sa liquidation en 1832, son beau-frère et élève Thierry reprit l'entreprise qui prit le nom de Thierry frères.

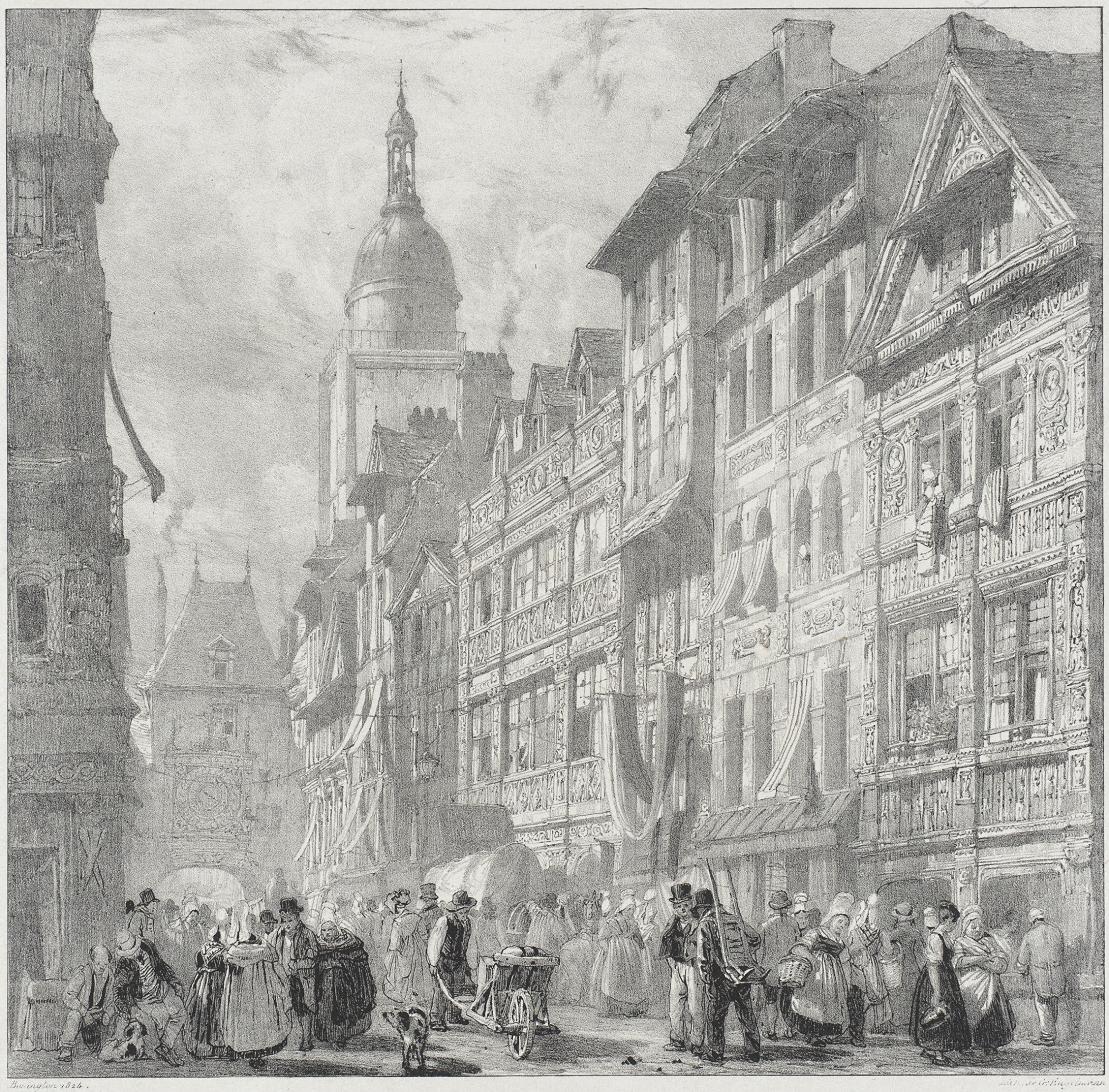
Rue du Gros Horloge, Rouen. Bonington, 1825
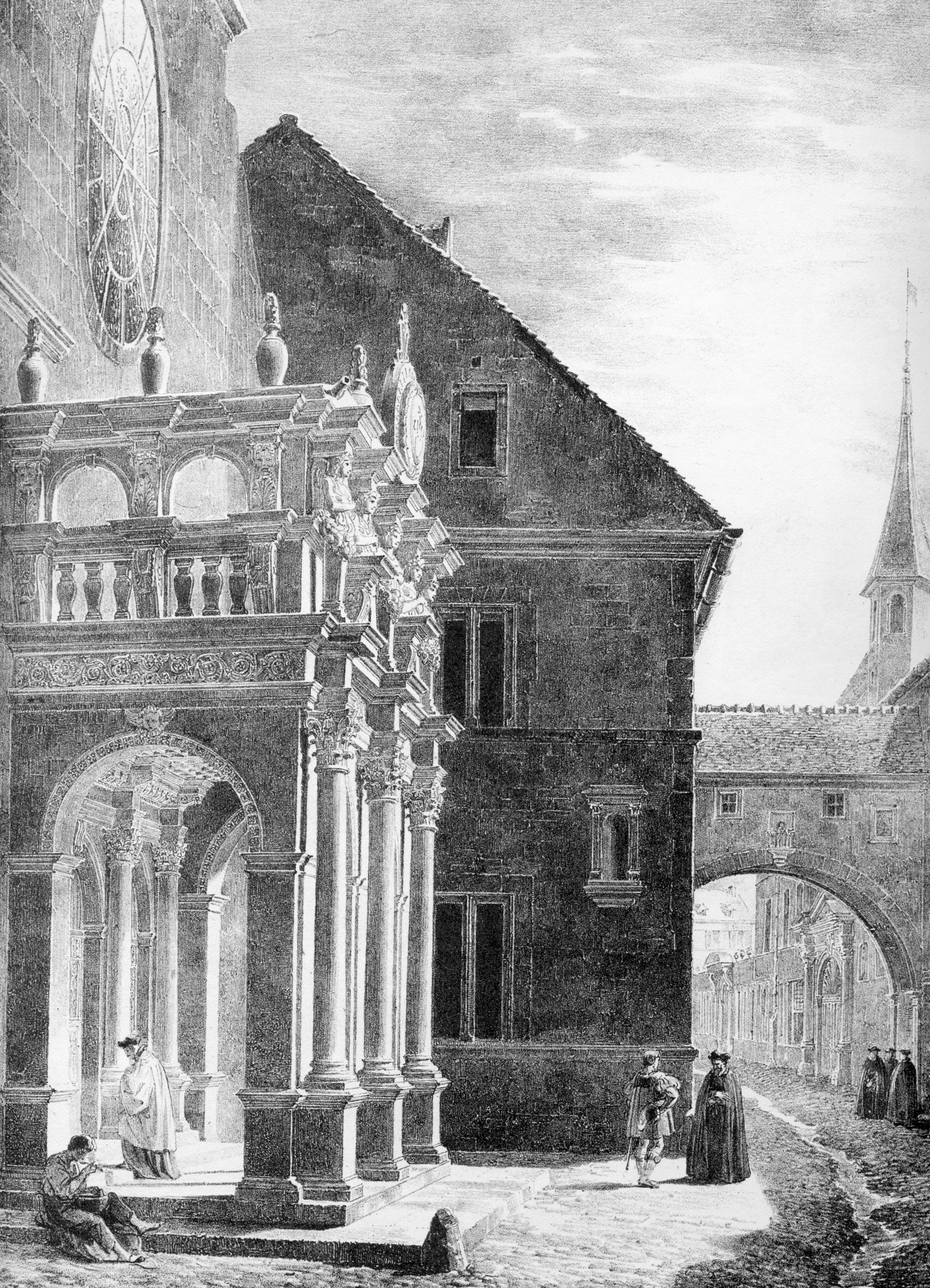
Collège des Jésuites, Dole (Jura). Fragonard, 1825
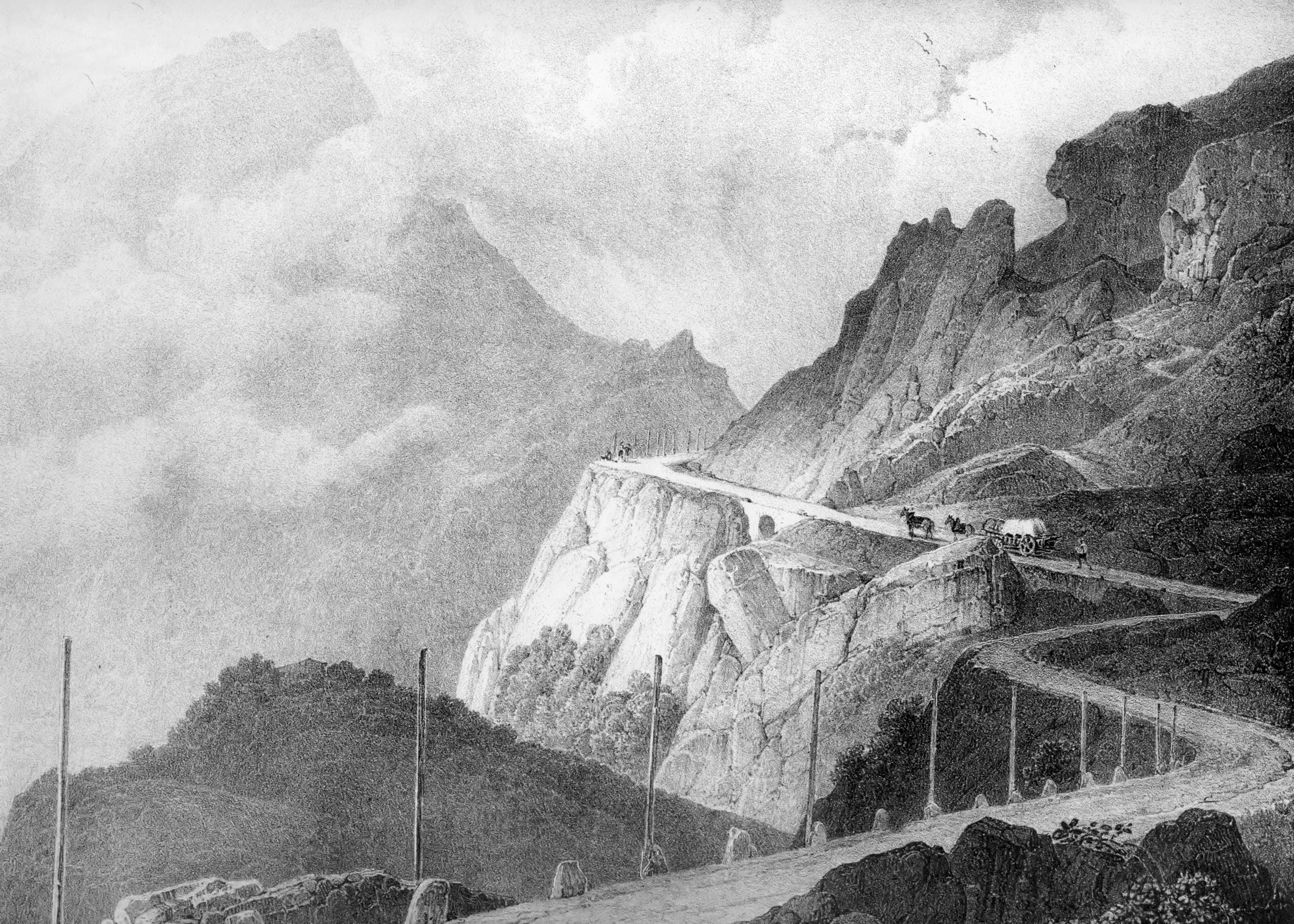
Route vers le sommet du Jura. Villeneuve, 1825
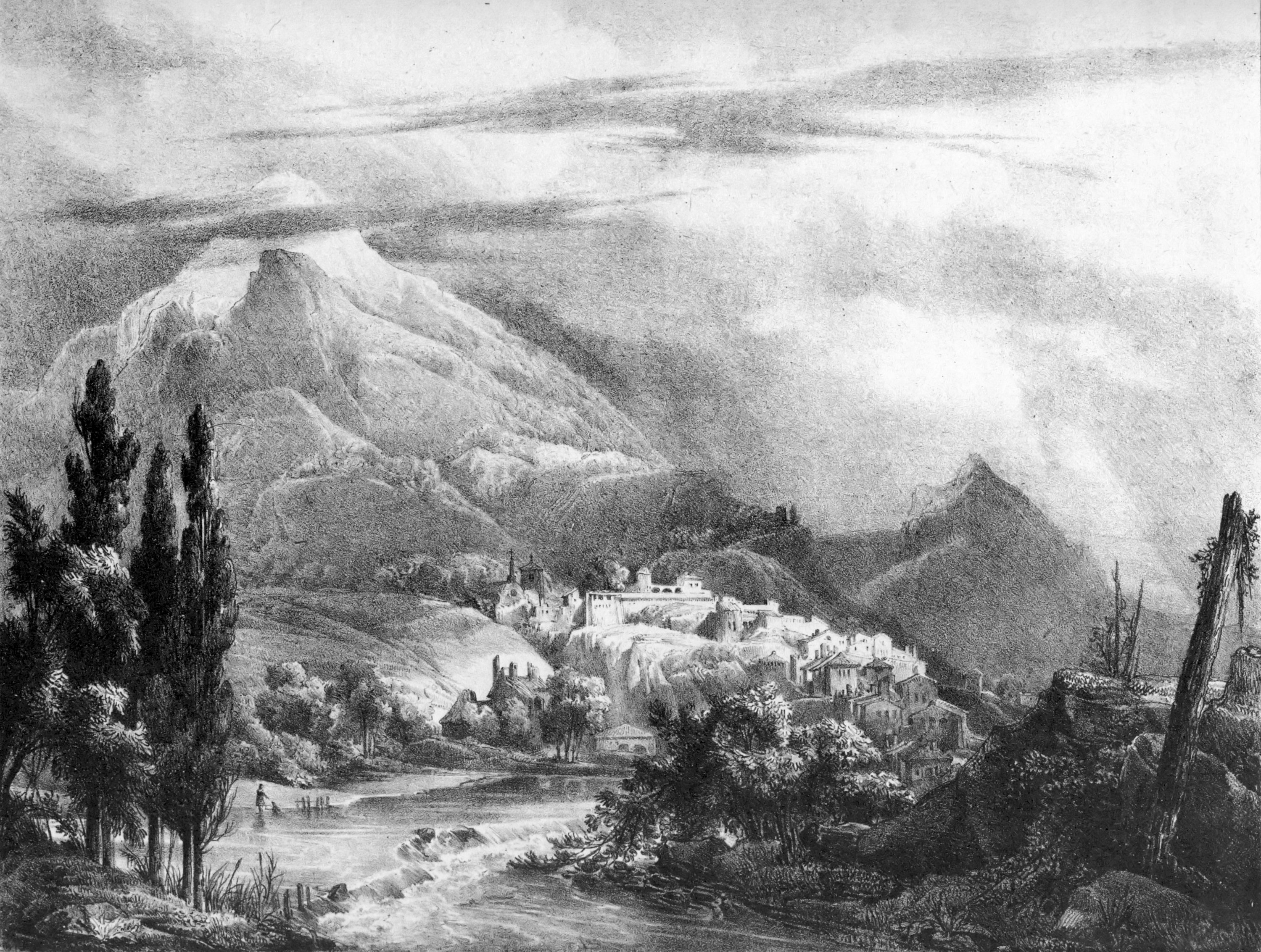
Vue de Saint-Claude (Jura). Alaux, 1826
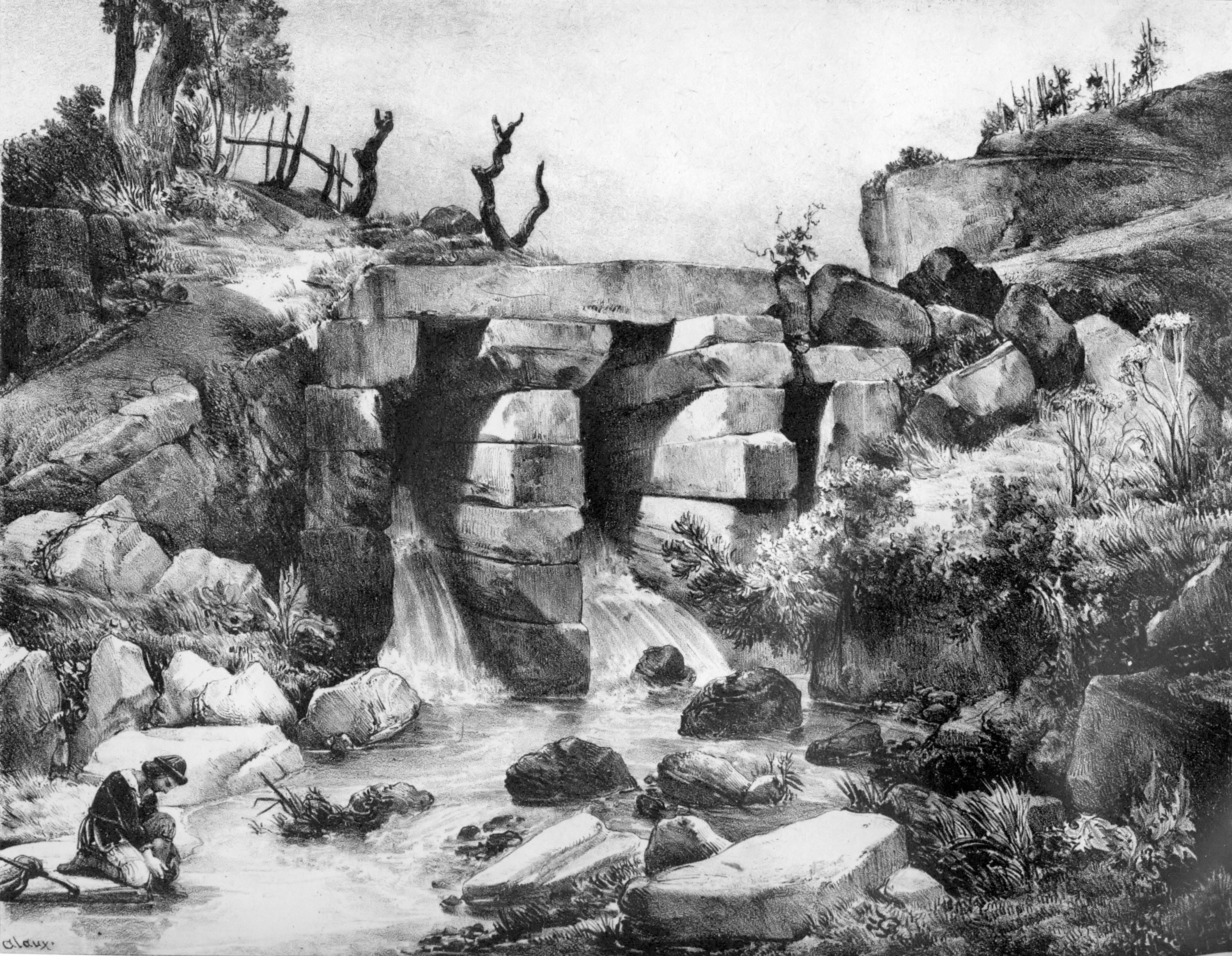
Pont des Arches à Villards-d'Héria (Jura). Alaux, 1827
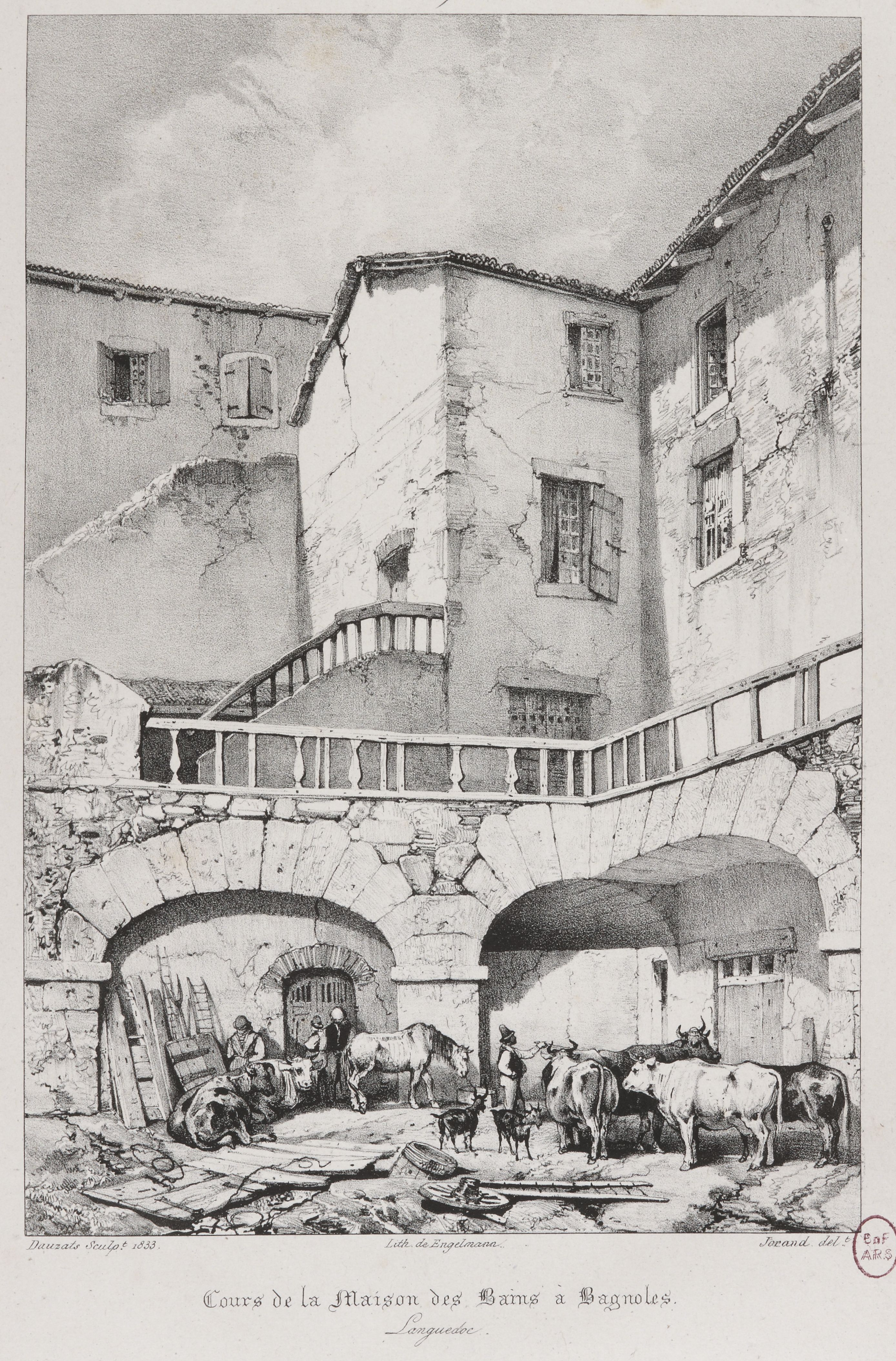
Maison des Bains, Bagnoles. Jorand et Dauzats, 1834

## Expositions
- Le musée de la vie romantique à Paris a présenté une exposition La Fabrique du Romantisme, Charles Nodier et les Voyages pittoresques du 11 octobre 2014 au 18 janvier 2015.